# أحلام يوسف
أحلام يوسف (من مواليد 5 ديسمبر 1999) هي لاعبة كاراتيه مصرية. فازت بالميدالية الذهبية في منافسات 55 كلغ في بطولة العالم للكاراتيه 2021 التي تقام في دبي، الإمارات العربية المتحدة. كما فازت بالميدالية الذهبية في منافسات 55 كلغ في البطولة الإفريقية للكاراتيه 2021 التي أقيمت في القاهرة، مصر.
حصلت على الميدالية الفضية في منافسات 55 كلغ في ألعاب البحر الأبيض المتوسط 2022 التي أقيمت في وهران بالجزائر. كما فازت بالميدالية الفضية في منافسات 55 كلغ في دورة الألعاب العالمية 2022 التي أقيمت في برمنغهام بالولايات المتحدة. في عام 2023، أُقصيت في أول مباراة لها في منافسات 55 كلغ في بطولة العالم للكاراتيه التي أقيمت في بودابست بالمجر.

## الإنجازات
| العام | الألعاب                    | المكان                        | المرتبة | الحدث            |
| ----- | -------------------------- | ----------------------------- | ------- | ---------------- |
| 2021  | بطولات العالم              | دبي، الامارات العربية المتحدة | الأولى  | الكوميتيه 55 كلغ |
| 2021  | البطولات الإفريقية         | القاهرة، مصر                  | الأولى  | الكوميتيه 55 كلغ |
| 2022  | العاب البحر الأبيض المتوسط | وهران، الجزائر                | الثانية | الكوميتيه 55 كلغ |
| 2022  | ألعاب العالم               | برمنغهام، الولايات المتحدة    | الثانية | الكوميتيه 55 كلغ |